# Jostetal

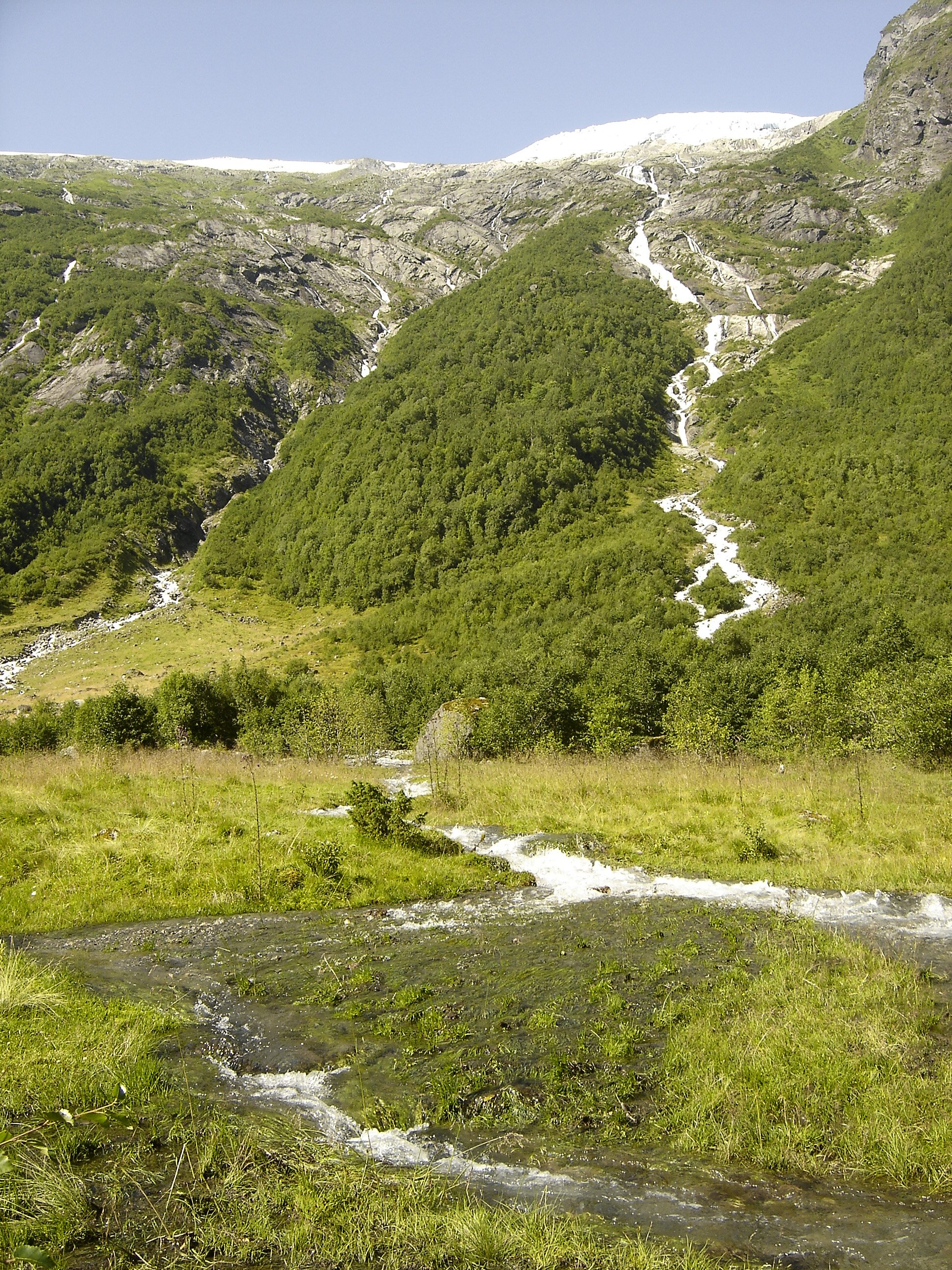
Canyon in der Nähe von Jostedalsbreen

Das Jostetal (Jostedalen) ist ein Tal in Vestland in Norwegen.
Das Jostetal beginnt bei Gaupne, Luster und reicht bis an die Gletscherzunge Nigardsbreen des Gletschers Jostedalsbreen, wo sich auch das Breheimsenteret-Museum befindet.
Im Jostetal gibt es die drei Gletscherseen Turnsbergdalsvatnet, Nigardsbrevatnet und Styggevatnet. Durch das Tal führt ein Weg (RV604), auf dem auch ein „Gletscherbus“ fährt.